# Paul Geissler (Künstler)
Paul Geissler (* 25. Juni 1881 in Erfurt; † 30. Mai 1965 in Garmisch-Partenkirchen) war ein deutscher Maler und Grafiker.

## Leben und Werk
Geissler war der Sohn eines Gärtners. Er absolvierte in Erfurt eine Lehre als Dekorationsmaler und nahm Zeichenunterricht bei Karl Sondermann. Er besuchte vier Jahre die Kunstgewerbeschule in Erfurt. 1903 wurde er Meisterschüler bei Max Thedy in der Großherzoglich Sächsischen Kunstschule Weimar. Bereits während des Studiums erhielt er Aufträge der deutschen Kaiserin und u. a. auch von einem russischen Großfürsten für dessen Privatgalerie.
Geisslers Hauptbetätigungsfeld wurde die Radierung. So schuf er während eines Studienaufenthaltes in Paris 1910/1911 großformatige Blätter. Ab 1912 lebte Geissler in München. Dort wurde er in den Vorstand des Vereines für Originalradierungen gewählt. Nach der Teilnahme am Ersten Weltkrieg zog er 1918 nach Garmisch-Partenkirchen. Von 1912 bis 1914 bereiste Geissler Holland, Frankreich, Lichtenstein, Belgien, die Schweiz und Österreich, 1928 die USA, Sizilien und Italien. 
In der Zeit des Nationalsozialismus war Geissler u. a. Mitglied der Reichskammer der bildenden Künste. Für diese Zeit ist seine Teilnahme an 9 Ausstellungen sicher belegt, darunter von 1937 bis 1943 alle Großen Deutschen Kunstausstellungen in München. 1943 wurde er trotz der bestehenden Berufungsbeschränkungen zum Professor ernannt. Stellenangebote von Universitäten lehnte er jedoch ab.
Nach dem Ableben Geisslers wurden seine Radierplatten verkauft. Allen nachträglich davon abgezogenen Blättern fehlt die originale Unterschrift.

## Tafelbilder (Auswahl)
- Bäume am Bergstrom / Kopie nach Alexandre Calame (Öl auf Leinwand, 140 × 219 cm, 1922; Galerie Neue Meister Dresden)[1]
- Mitternachtssonne (Öl; Große Deutsche Kunstausstellung 1938; vom Nazi-Führer Hermann Esser für 5000 RM erworben)[2]
- Raureif im Hochgebirge (Öl; Große Deutsche Kunstausstellung 1939)[3]
- Verschneite Waldmühle in Kärnten (Harzöl; Große Deutsche Kunstausstellung 1940)[4]
- Das Münster zu Straßburg (Öl; Große Deutsche Kunstausstellung 1942; von Hitler für 2200 RM erworben)[5]

## Weitere Ausstellungen (unvollständig)
- 1916: Dresden, Galerie Ernst Arnold („Zweite Ausstellung Dresdner Künstler die im Heeresdienst stehen“)